# Episodi di Frasier (sesta stagione)
La sesta stagione della sitcom Frasier è stata trasmessa in prima visione negli Stati Uniti d'America da NBC dal 24 settembre 1998 al 20 maggio 1999. In Italia è andata in onda in prima visione assoluta sul canale satellitare Jimmy dal 22 marzo 2005, al 22 aprile 2005. In chiaro è inedita. A differenza delle stagioni precedenti i titoli degli episodi sono rimasti quelli originali.
| nº | Titolo originale / italiano     | Prima TV USA      | Prima TV Italia |
| -- | ------------------------------- | ----------------- | --------------- |
| 1  | Good Grief                      | 24 settembre 1998 | 22 marzo 2005   |
| 2  | Frasier's Curse                 | 1º ottobre 1998   | 23 marzo 2005   |
| 3  | Dial M For Martin               | 8 ottobre 1998    | 24 marzo 2005   |
| 4  | Hot Ticket                      | 15 ottobre 1998   | 25 marzo 2005   |
| 5  | First, Do No Harm               | 29 ottobre 1998   | 28 marzo 2005   |
| 6  | Secret Admirer                  | 5 novembre 1998   | 29 marzo 2005   |
| 7  | How to Bury a Millionaire       | 12 novembre 1998  | 30 marzo 2005   |
| 8  | The Seal Who Came to Dinner     | 19 novembre 1998  | 31 marzo 2005   |
| 9  | Roz, a Loan                     | 10 dicembre 1998  | 1º aprile 2005  |
| 10 | Merry Christmas, Mrs. Moskowitz | 17 dicembre 1998  | 4 aprile 2005   |
| 11 | Good Samaritan                  | 7 gennaio 1999    | 5 aprile 2005   |
| 12 | Our Parents, Ourselves          | 21 gennaio 1999   | 6 aprile 2005   |
| 13 | The Show Where Woody Shows Up   | 4 febbraio 1999   | 7 aprile 2005   |
| 14 | Three Valentines                | 11 febbraio 1999  | 8 aprile 2005   |
| 15 | To Tell the Truth               | 18 febbraio 1999  | 11 aprile 2005  |
| 16 | Decoys                          | 25 febbraio 1999  | 12 aprile 2005  |
| 17 | Dinner Party                    | 11 marzo 1999     | 13 aprile 2005  |
| 18 | Taps at the Montana             | 25 marzo 1999     | 14 aprile 2005  |
| 19 | IQ                              | 8 aprile 1999     | 15 aprile 2005  |
| 20 | Dr. Nora                        | 29 aprile 1999    | 18 aprile 2005  |
| 21 | When a Man Loves Two Women      | 6 maggio 1999     | 19 aprile 2005  |
| 22 | Visions of Daphne               | 13 maggio 1999    | 20 aprile 2005  |
| 23 | Shutout in Seattle (1)          | 20 maggio 1999    | 21 aprile 2005  |
| 24 | Shutout in Seattle (2)          | 20 maggio 1999    | 22 aprile 2005  |